# Loryma (fjärilssläkte)
Loryma är ett släkte av fjärilar som beskrevs av Francis Walker, 1859. Loryma ingår i familjen mott, Pyralidae.

## Dottertaxa tillLoryma, i alfabetisk ordning[1]
- Loryma athalialis Walker, 1859
- Loryma milloti Viette, 1949
- Loryma recusata (Walker, 1863)
- Loryma sentiusalis Walker, 1859
- Loryma socotrensis Rebel